# David Trads
David Trads (født 12. juli 1967) er en dansk journalist og forfatter. Fra 2002 til 2004 var han chefredaktør på Information og fra 2006 til 2008 chefredaktør på Nyhedsavisen.
Trads voksede op i Suldrup i Himmerland som søn af Erling og Lisse Trads og gik på Suldrup Skole. Trads var udvekslingsstudent i USA med YFU i Michigan i 1984-1985. Han blev uddannet fra Danmarks Journalisthøjskole i 1994 og var fra 1994 til 1997 Jyllands-Postens Moskva-korrespondent og frem til 2000 politisk redaktør samme sted. I 2000 blev han indlandsredaktør i DR Nyheder, og fra 2001 til 2002 var han redaktionschef på metroXpress. Fra 2002 til 2004 var han chefredaktør på Information. Fra 2005 til 2006 fungerede han dels som lektor ved Center for Journalistik, Syddansk Universitet, samt som klummeskribent på Politiken.
I 2006 blev han ansat som chefredaktør på Nyhedsavisen. Han forlod avisen i begyndelsen af 2008 til fordel for en stilling som redaktionel projektleder i Det Berlingske Officin. Fra 1. januar 2009 var han USA-korrespondent for Berlingske Tidende med bopæl i Washington D.C.
I 2003, da Trads var chefredaktør på Information, beskyldte avisen på forsiden daværende kirkeminister Tove Fergos kommunikationsrådgiver, Henrik Gade Jensen, for højreekstremisme og nazi-forbindelser. Beskyldningerne resulterede i, at Gade måtte tage sin afsked fra posten. Information måtte efterfølgende udsende en beklagelse over at have fejlinformeret offentligheden og betale Henrik Gade Jensen 60.000 kr. i erstatning. David Trads ville ikke på det tidspunkt undskylde sit ansvar i sagen. Først ni år senere udtrykte David Trads sin beklagelse og konstaterede, at han "havde begået en stor journalistisk fejl", som han for længst burde have undskyldt for, men at han var "for fej" til at undskylde tidligere.
David Trads er en ofte kontroversiel debattør af såvel udenrigs- som indenrigspolitiske emner, og han har haft flere blogs, bl.a. hos Berlingske og hos Jyllands-Posten.
I 2004 forsøgte David Trads sig som socialdemokratisk folketingskandidat i Skanderborgkredsen, men måtte se sig slået af Kirsten Brosbøl. 
David Trads befinder sig efter eget udsagn på centrum-venstre af det politiske spektrum.
I 2019 stillede han igen op til Folketinget for Socialdemokratiet, men denne gang i Nordsjælland. Det lykkedes ham ikke at få stemmer nok, og herefter trak han sig som kandidat. 
Trads er gift med forfatter og journalist Rikke Viemose med hvem han har to børn.